# Phú Xuyên, Thái Nguyên
}}
Phú Xuyên là một xã ở phía tây nam của tỉnh Thái Nguyên, Việt Nam.

## Địa lý
Xã Phú Xuyên có vị trí địa lý:
- Phía đông giáp xã Phú Thịnh
- Phía tây giáp tỉnh Tuyên Quang
- Phía nam giáp xã La Bằng
- Phía bắc giáp xã Đức Lương và xã Phú Thịnh.

Xã Phú Xuyên có diện tích 64,58 km², dân số năm 2025 là 23.053 người. Khu vực được định hướng là vùng phát triển đô thị, dịch vụ, thương mại và công nghiệp; phát triển đô thị mới Yên Lãng; vùng sản xuất tập trung chè hữu cơ; trồng cây ăn quả; khai thác các mỏ khoáng sản, than; phát triển các sản phẩm du lịch, khám phá cảnh quan thiên nhiên và nét văn hóa truyền thống. Hạ tầng giao thông trên địa bàn xã có các tuyến quốc lộ 37, đường tỉnh 264, cùng đường sắt Quan Triều - Núi Hồng. Trên địa bàn xã có hồ Vai Bành, phía trong hồ là thác Ba Dội và suối nước tự nhiên.

## Lịch sử
Tháng 8 tháng 1948, xã Cao Vân và Văn Lãng sáp nhập và lấy tên là xã Văn Cao. Tháng 7 năm 1953, xã Phú Xuyên được thành lập trên cơ sở chia tách xã Văn Cao thành hai xã là Phú Xuyên và Yên Lãng.
Từ tháng 1 đến tháng 4 năm 1950, tại khu đông bắc núi Điệng diễn ra ba đại hội đại biểu toàn quốc lần thứ nhất của ba đoàn thể: Tổng Liên đoàn Lao động Việt Nam, Liên đoàn Thanh niên Việt Nam, Hội Liên hiệp phụ nữ Việt Nam. 
Ngày 15 tháng 7 năm 1950, theo Chỉ thị của Hồ Chí Minh, Đoàn Thanh niên Cứu quốc Việt Nam thành lập Đội Thanh niên xung phong (TNXP) công tác Trung ương đầu tiên tại núi Hồng.
Năm 1951 theo sắc lệnh của Hồ Chí Minh, ngành vận tải Việt Nam được thành lập trên địa bàn xã, tiền thân của Bộ Giao thông vận tải Việt Nam. Xã cũng là địa điểm tổ chức ngày Quốc tế thiếu nhi đầu tiên của Việt Nam.
Năm 2024, sáp nhập 3,01 km² và 1.565 người của xã Na Mao vừa giải thể vào xã Phú Xuyên. Sau khi điều chỉnh, xã Phú Xuyên có diện tích 25,93 km² và quy mô dân số là 9.542 người.
Tháng 6 năm 2025, xã Phú Xuyên hiện tại được thành lập trên cơ sở nhập toàn bộ diện tích tự nhiên, quy mô dân số của xã Yên Lãng (diện tích tự nhiên 38,67 km²; dân số là 13.380 người); xã Phú Xuyên (diện tích tự nhiên 25,91 km²; dân số là 9.673 người) của huyện Đại Từ. Trụ sở làm việc của xã nằm tại trụ sở xã Yên Lãng cũ.

## Hành chính
Đến năm 2009, xã Yên Lãng được chia thành 30 xóm: Cầu Trà, Ao Trũng, Giữa, Đồng Đình, Đồng Tráng, Đồng Măng, Thắng Lợi, Hòa Bình, Quyết Tâm, Đồi Cây, Khuôn Muống, Tiến Đốc, Đoàn Kết, Đồng Cọ, Nhất Trí, Đồng Bèn, Đèo Xá, Cây Hồng, Đồng Ao, Đồng Ỏm, Đồng Cẩm, Chiến Thắng, Tiền Phong, Đèo Khế, Yên Từ, Khuôn Nanh, Đầm Làng, Trung Tâm, Quyết Thắng, Mới. Năm 2019, sáp nhập xóm Hòa Bình vào xóm Đồng Măng, sáp nhập xóm Đồng Tráng vào xóm Đồng Đình, sáp nhập hai xóm Tiền Phong và Chiến Thắng thành xóm Đồng Dùm, sáp nhập xóm Đồng Bèn vào xóm Đèo Xá.
Đến năm 2009, xã Phú Xuyên có 18 xóm từ Xóm 1 đến Xóm 14, Tân Lập, Chính Phú 1, Chính Phú 2, Chính Phú 3. Năm 2019, sáp nhập xóm 2 và xóm 12 thành xóm Khuân Ngàn, sáp nhập xóm 7 và xóm 14 thành xóm Quyên.
Đến năm 2009, xã Na Mao gồm 14 xóm: Văn Minh, Đồng Bản, Đầm Vuông, Nam Thắng, Khuôn U, Đồi, Cầu Hoàn, Cây Lai, Cầu Bất, Ao Soi, Cây Thổ, Minh Thắng, Minh Lợi, Chính Tắc.

## Kinh tế
Xã có nhiều tài nguyên rừng và núi đá vôi, quặng thiếc và than, trong quá khứ thu hút hàng ngàn lao động thủ công từ các xã, huyện lân cận đổ về kiếm sống và có trữ lượng 15 triệu tấn than.
Về kinh tế nông lâm nghiệp, ngoài trồng cây chè là chủ đạo, người dân còn trồng lúa, hoa màu, cây keo, mỡ, lát và chăn nuôi. Trên địa bàn xã có nhà máy nước sạch Suối Hương, làng nghề chè truyền thống Chính Phú. Chợ Phú Xuyên là một trung tâm mua bán chè lớn của huyện Đại Từ.

## Danh nhân
- Phạm Cuống